# خلیج سیراف
خلیج سیراف خلیجی کوچک در حاشیه شمالی خلیج فارس در مقابل بندر سیراف در استان بوشهر است. سیراف یکی از قدیمی‌ترین بنادر ایران است که زمانی در دوران ساسانی دارای رونق فراوانی بوده‌است. بندری که در آن زمان بیش از سیصد هزار نفر جمعیت داشته و به دلیل آزادمنشی دینی در این بندر بین‌المللی پیروان مذاهب گوناگونی همچون زرتشتیان، مسیحیان، مانویان، یهودیان، بوداییان و اقوامی همچون رومیان، یونانیان و چینی‌ها در این بندر زندگی می‌کرده‌اند.